# Bitwa pod Bosforem

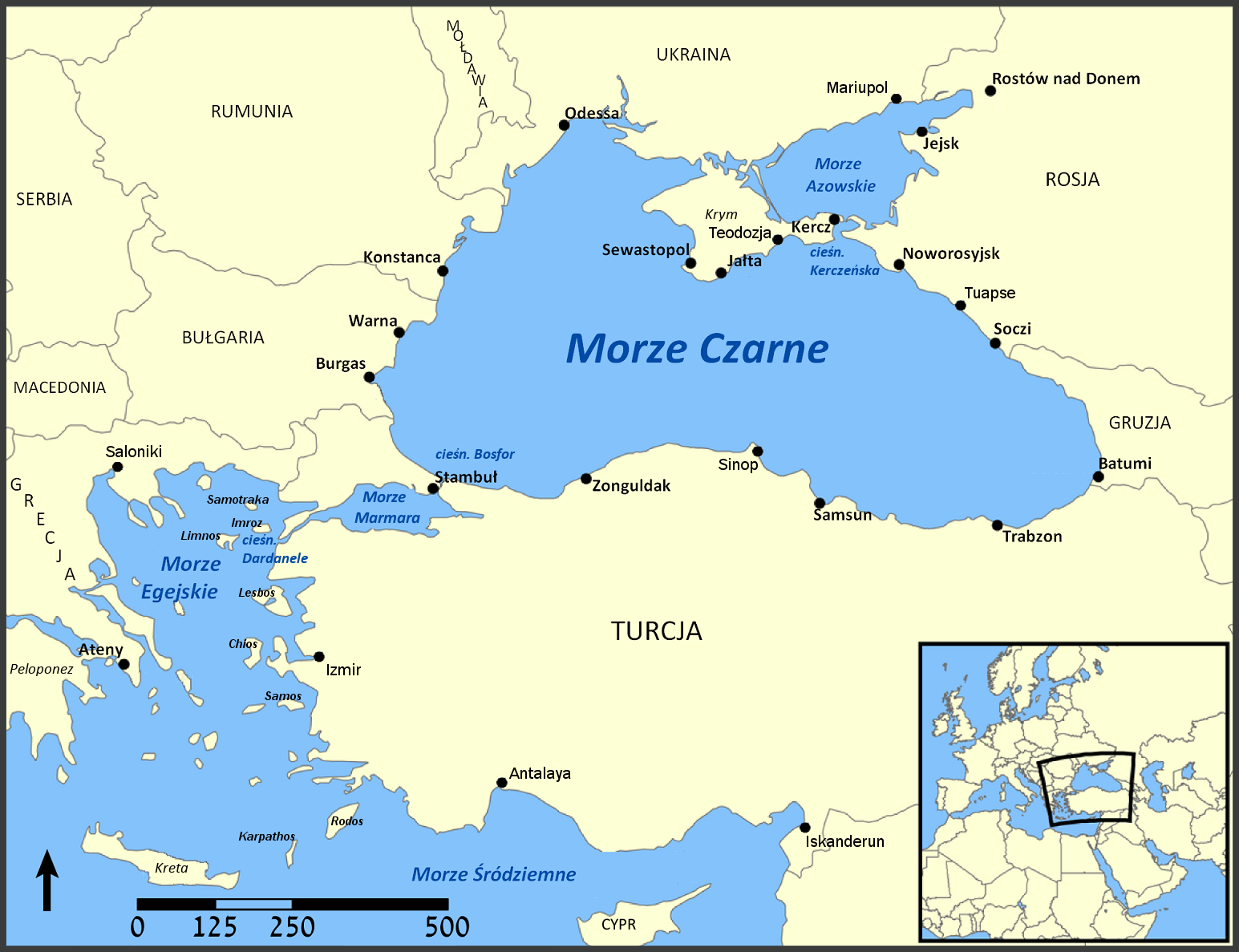
Mapa teatru operacji

Bitwa pod Bosforem – starcie morskie podczas I wojny światowej 10 maja 1915 roku (27 kwietnia starego stylu) pomiędzy rosyjską Flotą Czarnomorską a niemieckim krążownikiem liniowym „Goeben” (formalnie osmańskim „Yavuz Sultan Selim”) na Morzu Czarnym, na północ od Bosforu, zakończone taktycznym zwycięstwem rosyjskim. Do starcia doszło w trakcie operacji głównych sił Floty Czarnomorskiej podjętej w celu ostrzeliwania umocnień Bosforu. Akcja „Goebena” doprowadziła do przerwania operacji, lecz nie zdołał on zadać strat flocie rosyjskiej, odnosząc samemu niewielkie uszkodzenia.

## Tło bitwy
Po rozpoczęciu działań wojennych między Rosją a Imperium Osmańskim (29 października 1914 roku), operacje morskie na Morzu Czarnym obejmowały przede wszystkim ostrzał celów nadmorskich oraz stawianie min. Trzon floty rosyjskiej na tym akwenie tworzyło pięć przestarzałych pancerników generacji przeddrednotów, których główne uzbrojenie stanowiły po 4 działa kalibru 305 mm, z wyjątkiem słabszego „Rostisława” z działami kalibru 254 mm. Głównym przeciwnikiem rosyjskiej Floty Czarnomorskiej był niemiecki krążownik liniowy „Goeben”, który po przedarciu się do Konstantynopola, wraz z krążownikiem „Breslau”, został formalnie wcielony do marynarki osmańskiej jako „Yavuz Sultan Selim”, aczkolwiek nadal był znany w praktyce pod oryginalną nazwą. Przewyższał on znacząco każdy z rosyjskich okrętów istniejących na początku wojny, zarówno prędkością, jak i opancerzeniem oraz artylerią, obejmującą 10 dział kalibru 28 cm, o większej szybkostrzelności od ciężkich dział rosyjskich. Wymuszało to na Rosjanach konieczność operowania zespołami liczącymi przynajmniej trzy pancerniki, w celu wyrównania szans w walce artyleryjskiej. Przy tym, na skutek starszej budowy rosyjskich pancerników, każde trafienie mogło mieć dla nich poważne konsekwencje, zwłaszcza przy pojedynku z dużej odległości, kiedy padające stromo pociski mogły przebić pokład. Do pierwszego nierozstrzygniętego starcia Floty Czarnomorskiej z „Goebenem” doszło 18 listopada 1914 roku koło przylądka Sarycz, w którym okręty obu stron odniosły uszkodzenia.
Równolegle z rozpoczęciem przez zachodnie państwa ententy kampanii dardanelskiej rosyjskie dowództwo zarządziło prowadzenie działań demonstracyjnych w celu rozproszenia uwagi Turków, obejmujących ostrzeliwanie pozycji i możliwy lokalny desant w rejonie Bosforu. W tym celu 28 marca, 25 kwietnia, 2 i 3 maja 1915 roku Flota Czarnomorska ostrzeliwała tureckie umocnienia na północ od Bosforu, wykorzystując w akcji także wodnosamoloty przenoszone przez okręty-bazy. Akcje te nie doprowadziły jednak do większych zniszczeń. 6 maja okręty rosyjskie wróciły do bazy w Sewastopolu po ostatnim rajdzie, w toku którego zatopiono także 10 tureckich statków (w tym 4 parowce), poważnie utrudniając turecki transport węgla, i zagarnięto włoski statek przewożący kontrabandę. Tego samego dnia (6 maja) w rajd na Morze Czarne zostały wysłane najlepsze okręty, którymi dysponowali Turcy: „Goeben” i krążowniki „Midilli” i „Hamidiye”. 8 maja rano „Goeben” przeszedł wzdłuż wybrzeża Krymu, jednakże nie doszło do spotkań z flotą lub żeglugą rosyjską, ani też do ostrzeliwania brzegu z powodu ograniczonych zapasów amunicji. Okręty tureckie następnie wróciły pod wieczór do portów.
Około południa 8 maja główne okręty rosyjskie wyszły z Sewastopola, lecz nie napotkały już wroga. Wobec tego, główne siły Floty Czarnomorskiej po południu wyruszyły na kolejną operację ostrzału tureckich pozycji i rajdu lekkimi siłami w rejon tureckiego zagłębia węglowego wokół Zonguldaku. Zespół rosyjski składał się z 5 pancerników, 2 krążowników pancernopokładowych, nieopancerzonego krążownika lotniczego („Ałmaz”), 15 niszczycieli (7 z nich nowoczesnych, o napędzie turbinowym), 6 trałowców morskich (przystosowanych statków parowych) oraz transportowca wodnosamolotów „Impierator Aleksandr I” z 5 wodnosamolotami (3 Curtiss i 2 M-5).
Rankiem 9 maja krążownik „Kaguł” i niszczyciel „Biespokojnyj” przeprowadziły rekonesans w rejonie Zonguldak – Kozlu, uszkadzając dwa statki tureckie, a krążownik „Pamiat' Mierkurija”  i niszczyciel „Dierzkij” ostrzelały port Ereğli, wywołując pożary i topiąc jeden statek. Rosjanie próbowali też, w celu dokonania zniszczeń w porcie, wysadzić z łodzi motorowej z szalupą na holu grupę sabotażową, lecz musiała ona zawrócić (bez strat) z uwagi na ogień karabinowy.
Po doniesieniach o ostrzale Ereğli krążownik liniowy „Goeben” otrzymał rozkaz przeprowadzenia akcji przeciw zespołowi rosyjskiemu i po południu wyszedł z Bosforu. W tym czasie jednak rosyjskie okręty odeszły już spod Ereğli. O 14.38 „Goeben” zauważył na powierzchni rosyjski dozorujący okręt podwodny „Tiuleń” i zawrócił, pozorując powrót w stronę Bosforu, przez co okręt podwodny nie zameldował o obecności krążownika liniowego. Przed wejściem do cieśniny „Goeben” popłynął jednak na wschód, pozostając na Morzu Czarnym, aby odnaleźć rosyjskie główne siły następnego dnia i w miarę możliwości zaskoczyć je, gdy będą rozdzielone.

## Bitwa

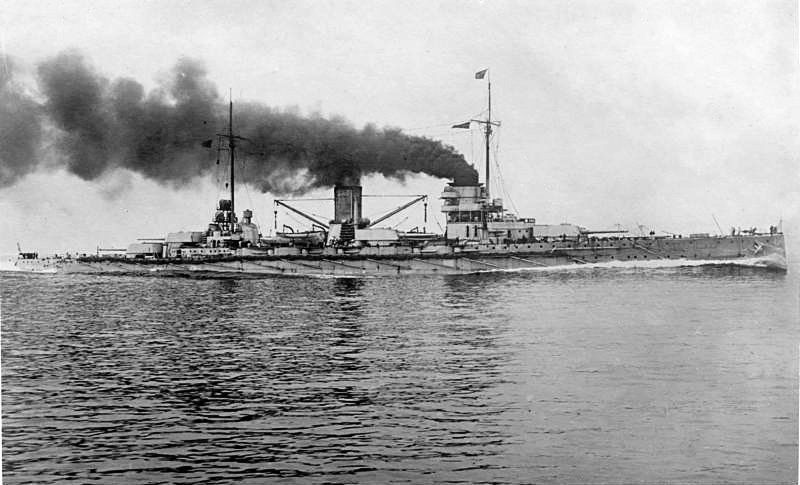
„Goeben” przed wojną

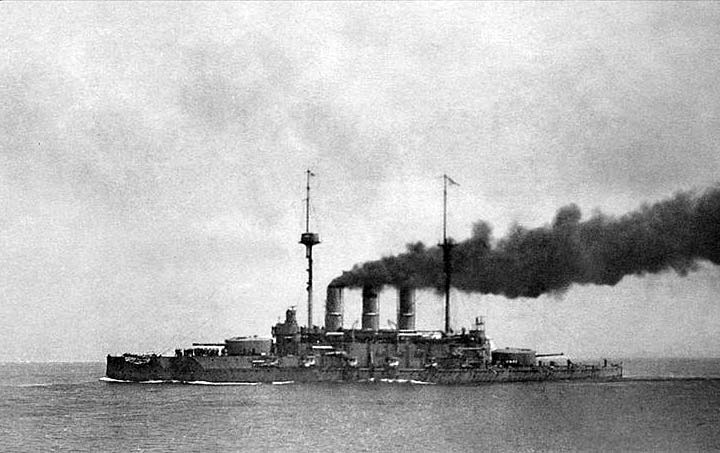
Pancernik „Ioann Złatoust” tuż przed bitwą 10 maja 1915 r.

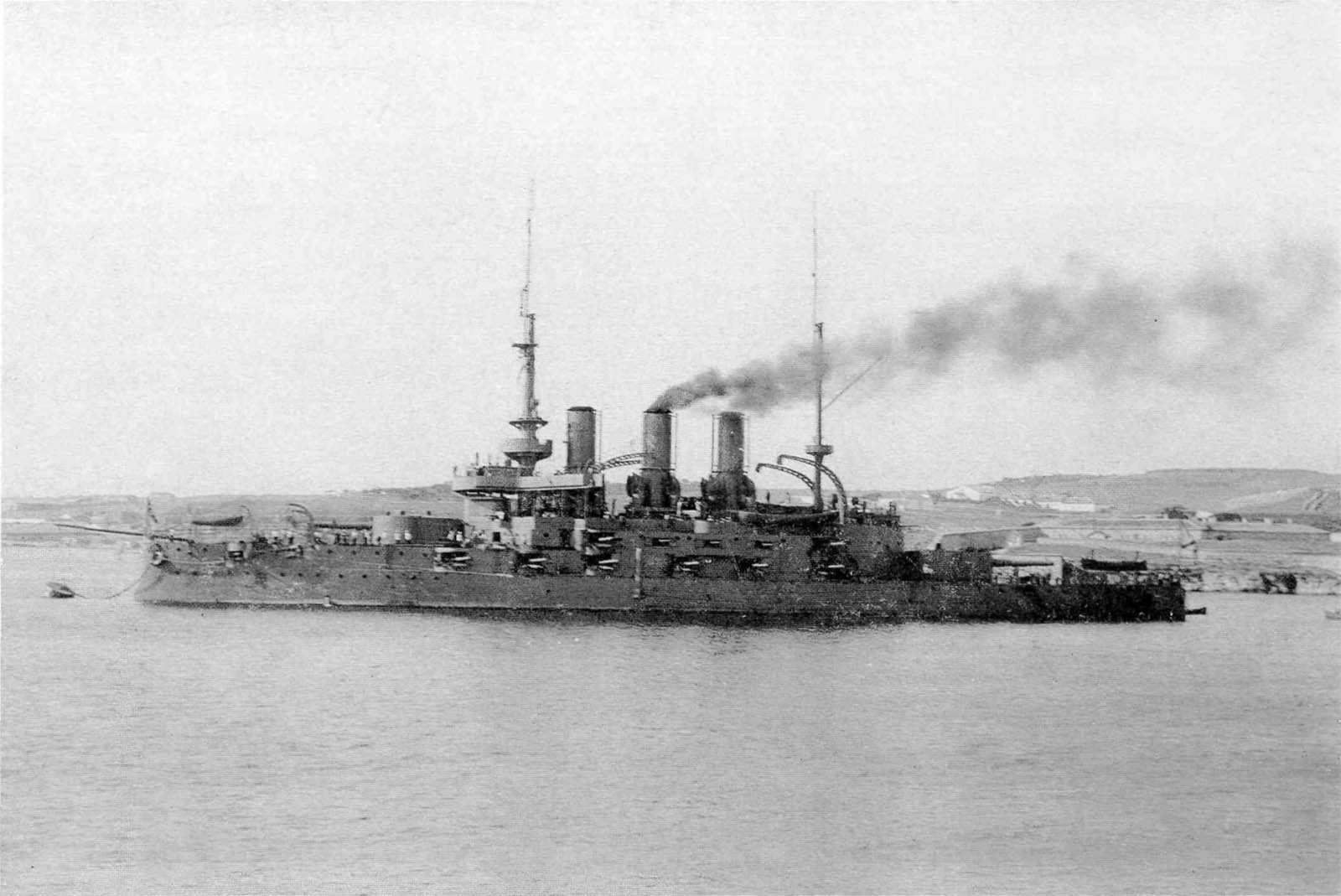
Pancernik „Pantielejmon” przed wojną

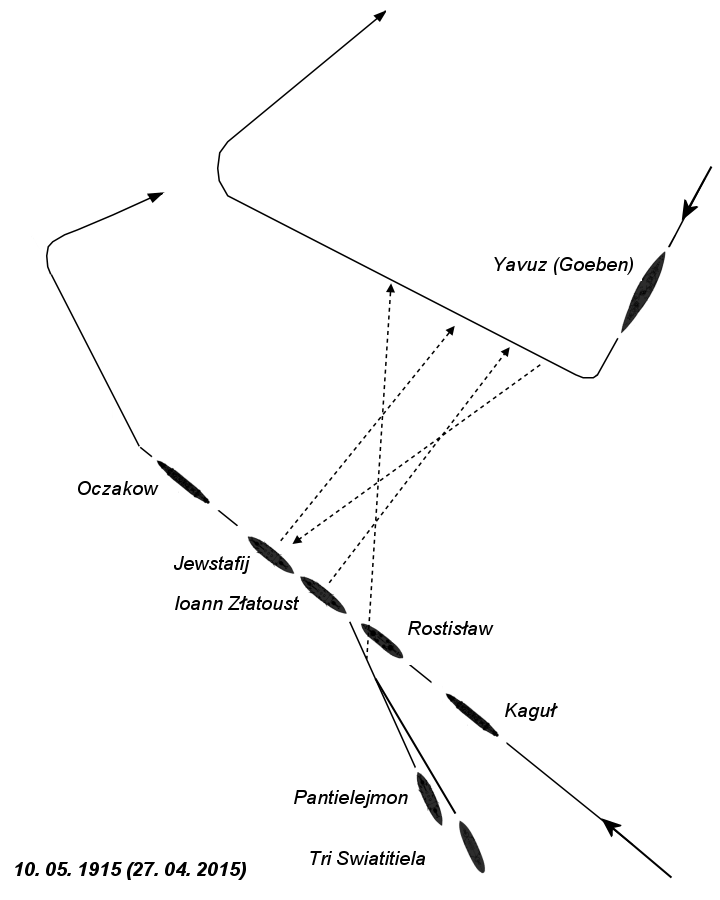
Schemat ruchów flot podczas bitwy

10 maja o świcie okręty rosyjskie znalazły się ok. 22 mile przed Bosforem. Jako zespół dokonujący bombardowania wydzielono starszy pancernik „Tri Swiatitiela” (pod flagą dowódcy 2. Brygady Okrętów Liniowych kontradmirała N. Putiatina) oraz nowszy „Pantielejmon”, który zastąpił w tym zespole najsłabszego „Rostisława” z uwagi na większy zasięg dział. Zespół ten o 5.40 skierował się ku brzegowi, za trałowcami mającymi zrobić przejście w zagrodach minowych, w eskorcie sześciu starszych niszczycieli 4. i 5. Dywizjonu, które również holowały parami trały, oraz dwóch nowszych niszczycieli 1. Dywizjonu. Pancerniki „Jewstafij”, „Ioann Złatoust” i „Rostisław” z pozostałymi niszczycielami stanowiły grupę przykrycia, osłaniającą zespół bombardujący od strony morza. Krążowniki „Kaguł” i „Pamiat’ Mierkurija” wysłano na pełnienie dozoru odpowiednio na zachód i wschód; ten drugi zatopił przy tym mały turecki żaglowiec z ładunkiem węgla. Wysłano także w powietrze wodnosamolot Curtiss.
O godzinie 5.40 rano rosyjska flota została wykryta przez dozorujący przed Bosforem turecki niszczyciel „Nümune-i Hamiyet”, który zameldował o jej obecności przez radio. Niszczyciel później podszedł bliżej, kiedy rosyjski zespół wykonywał już zwrot, i o 7.10 ostrzelał trałowce z odległości 4,1 mili morskiej. Sam został ostrzelany nieskutecznie przez pancernik „Pantielejmon”, po czym wycofał się. „Pantielejmon” oddał też siedem strzałów do większego okrętu, dostrzeżonego w głębi cieśniny (uznanego za pancernik typu „Turgut Reis”).
Podchodzący od wschodu z dużą prędkością „Goeben” został wykryty przed godziną 7.00 przez dozorujący krążownik „Pamiat' Mierkurija” oraz wodnosamolot, które zaalarmowały siły główne. Rosyjski krążownik powrócił z maksymalną prędkością do zespołu, żeby ujść przed szybszym „Goebenem”. Po otrzymaniu informacji o przeciwniku, rosyjski głównodowodzący adm. Eberhard skierował pancerniki zespołu osłony na południe, aby przybliżyć się do zespołu bombardowania. Jednocześnie nakazano powrót odłączonym pancernikom, które odeszły już na odległość ok. 15 mil morskich. Zwrot zespołu bombardowania na przeciwny kurs zajął 18 minut z powodu konieczności zawrócenia w wąskim przetrałowanym kanale. O 7.41, po dojściu do granicy płytszych wód, na których mogły znajdować się już zagrody minowe, pancerniki sił głównych ponownie zawróciły na północ, mając przeciwnika podchodzącego od prawej burty w odległości ok. 15 mil. Dzięki zaskoczeniu rozdzielonych sił rosyjskich Niemcy mieli potencjalną możliwość odniesienia zwycięstwa, nawet nad całym zespołem rosyjskim.
Pancerniki „Jewstafij”, „Ioann Złatoust” i „Rostisław” podjęły walkę w szyku torowym, „Goeben” zmienił kurs na równoległy, płynąc z ich prawej strony. O 7.51 „Ioann Złatoust” i „Goeben” otworzyły do siebie ogień z odległości 9,4 mili morskiej, następnie dołączył do nich także flagowy pancernik „Jewstafij”. Zgodnie z procedurami wypracowanymi we Flocie, „Ioann Złatoust” kierował scentralizowanym ogniem obu pancerników. Oba zespoły ostrzeliwały się, jednakże początkowo nieskutecznie. Kolejne pięciodziałowe salwy zaczęły obramowywać flagowy „Jewstafij” zalewając dalmierze słupami wody i uszkadzając odłamkami szalupy i drewniane elementy, nie osiągnięto jednak bezpośrednich trafień. Rosyjskie salwy początkowo były za krótkie, jednak słupy wody, które wywoływały, nieco utrudniały Niemcom celowanie. „Rostisław” (dowodzony przez kpt. I rangi Kazimierza Porębskiego) nie brał udziału w ostrzale, żeby nie przeszkadzać w korygowaniu ognia armat 305 mm silniejszych pancerników. Dowódca rosyjskiego zespołu i całej Floty Czarnomorskiej adm. Andriej Eberhard umiejętnie manewrował, wprowadzając korekty kursu i prędkości, żeby utrudnić wstrzelanie się przeciwnikowi. W szczególności, zamiast zwiększyć prędkość kolumny po uzyskaniu przez Niemców nakrycia, zmniejszył ją z 10 do 9 węzłów, przez co kolejna salwa spadła przed „Jewstafim”. Ułatwił też tym samym podejście pozostałych pancerników.
W toku starcia, około godziny 8.05, do rosyjskiego zespołu zdołały dołączyć pancerniki „Tri Swiatitiela” i „Pantielejmon”, płynące z maksymalną mocą maszyn („Pantielejmon” wyprzedził przy tym pod koniec manewru okręt flagowy 2. Brygady, rozwijając według relacji prędkość 17,5 węzła – większą, niż na próbach). Zrównując się z ostatnim „Rostisławem” „Pantielejmon” otworzył korygowany samodzielnie ogień z dział kalibru 305 mm i już w drugiej salwie, wystrzelonej o 8.13 z bliskiej maksymalnej donośności odległości około 10,4 mili morskiej, uzyskał trafienie jednym pociskiem w lewą burtę „Goebena”. Pocisk trafił na śródokręciu pod linią wodną, rozrywając się na dolnej krawędzi pasa pancernego. Doszło do miejscowego zalania burtowego korytarza (bez wpływu na prędkość krążownika liniowego) oraz wyłączenia z akcji jednego działa kalibru 15 cm. W ciągu najbliższych minut „Pantielejmon”, a za nim „Tri Swiatitiela”, weszły na miejsce w szyku torowym przed ustępującym im „Rostisławem”. Admirał Eberhard zarządził wówczas niewielki zwrot w prawo, starając się zmniejszyć dystans, i odległość pojedynku spadła do 7,3 mili morskiej. Rosyjskie niszczyciele pozostawały po lewej burcie pancerników, w gotowości do ewentualnego ataku torpedowego. „Goeben” został  trafiony jeszcze dwoma pociskami, w część dziobową i skrzynię sieci przeciwtorpedowych, które zwiesiły się za burtę. Pociski te również nie przyniosły mu większych szkód, niemniej o 8.16 przerwał pojedynek i odszedł w prawo. Niemiecki dowódca, starając się odciągnąć Rosjan od Bosforu, uchodził na północ utrzymując dystans 12–13 mil morskich. Zespół rosyjskich pancerników ścigał „Goebena” jeszcze przez kilka godzin, licząc na to, że doznane uszkodzenia spowodują spadek jego prędkości. W końcu jednak „Goeben”, po zwrocie na wschód, przyspieszył i z łatwością oderwał się od przeciwnika, uchodząc z pola widzenia ok. godziny 15.

## Po bitwie
W celu wsparcia „Goebena”, po spostrzeżeniu rosyjskiej floty pod Bosforem, dowódca floty osmańskiej – niemiecki kontradmirał Wilhelm Souchon – polecił podnieść parę i wyjść z portu także krążownikowi „Midilli”. Ten jednak zdołał dotrzeć na miejsce dopiero około południa, po odejściu Rosjan. W celu osłony powracających krążowników przed ewentualnymi okrętami podwodnymi z Bosforu wyszedł następnie także turecki krążownik torpedowy „Peyk-i Şevket” i niszczyciel „Yadigar-i Millet”. Jednostki nie natrafiły jednak na przeciwnika, gdyż „Tiuleń” zszedł z patrolu z powodu usterek w silniku, a wysłana na zamianę „Nierpa” nie dotarła na czas.
Rosyjski admirał rozważał odesłanie trałowców do bazy i powrót siłami głównymi pod Bosfor, jednakże nocny sztorm spowodował, że cała flota wróciła do Sewastopola 11 maja.
Strona niemiecko-turecka przerwała rosyjską operację ostrzeliwania umocnień Bosforu, jednak mimo korzystnej sytuacji taktycznej, nie zdołała zadać żadnych strat flocie przeciwnika. Wysoko oceniane jest dowodzenie rosyjskim zespołem i manewrowanie nim przez admirała Eberharda, które doprowadziło do sprawnego połączenia sił uderzeniowych i utrudnienia wstrzelania się artylerzystów niemieckich. Mimo że Niemcy nie osiągnęli żadnych trafień na 126 wystrzelonych pocisków kalibru 28 cm, ich ogień był oceniany przez Rosjan w początkowym etapie bitwy jako dokładny, o dobrym skupieniu i prowadzony umiejętnie. Pomimo taktycznego zwycięstwa, pewną krytykę wywołał fakt niewielkiej skuteczności rosyjskiego ostrzału, biorąc pod uwagę liczbę wystrzelonych pocisków. „Jewstafij” wystrzelił 60 pocisków 305 mm i 32 – 203 mm, „Ioann Złatoust” 75 pocisków 305 mm i 4 – 203 mm, „Pantielejmon” 16 pocisków 305 mm i „Tri Swiatitiela” 13 pocisków 305 mm (łącznie 164 pociski głównego kalibru i 36 kalibru 203 mm – ok. 1,5% trafień). W szczególności nie spełniło ponownie oczekiwań zastosowanie w praktyce techniki centralnego kierowania ogniem. Krytykowana była także decyzja znacznego oddalenia od siebie zespołu bombardowania i zespołu osłony, stwarzająca ryzyko zniszczenia któregoś z nich, do czego nie doszło dzięki szczęśliwemu dla Rosjan przebiegowi bitwy i umiejętnemu dalszemu dowodzeniu. Działania floty zostały mimo to uznane za sukces, a część oficerów i marynarzy rosyjskich – zwłaszcza z pancernika „Pantielejmon” – otrzymała odznaczenia.
Bitwa pod Bosforem była jednym z dwóch największych starć morskich na Morzu Czarnym podczas I wojny światowej, obok bitwy koło przylądka Sarycz; stoczonych z udziałem sił głównych obu stron, chociaż w ich wyniku nie zatonął żaden okręt.

## Siły stron
(F) – okręty flagowe

### Imperium Rosyjskie
- siły główne Floty Czarnomorskiej – adm. Andriej Eberhard
  - Dywizja Okrętów Liniowych – wadm. P. Nowicki[16]:
    - 1 Brygada Okrętów Liniowych (zespół osłony):
      - „Jewstafij” (F/ adm. Eberhard) – kpt. I rangi (kmdr) M. Fiodorowicz,
      - „Ioann Złatoust” (F/ wadm. Nowickij) – kpt. I rangi F. Winter[15],
      - „Rostisław” – kpt. I rangi Kazimierz Porębski[j]

    - 2 Brygada Okrętów Liniowych (zespół bombardowania) – kadm. N. Putiatin:
      - „Tri Swiatitiela” (F) – kpt. I rangi W. Łukin,
      - „Pantielejmon” – kpt. I rangi Mitrofan Kas’kow[4]

  - krążowniki: „Kaguł” –  kpt. I rangi S. Pogulajew, „Pamiat' Mierkurija” – kpt. I rangi M. Ostrogradskij[7], „Ałmaz”[22]
  - 1 Dywizjon Niszczycieli – kpt. I rangi W. Trubiecki:
    - „Dierzkij”(inne języki) (F) – kpt. II rangi (kmdr por.) A. Gadd, „Biespokojnyj” – kpt. II rangi S. Bierch, „Gniewnyj”(inne języki) – kpt. II rangi W. Czerkasow, „Pronzitielnyj”(inne języki) – kpt. II rangi W. Borsuk[23]

  - 2 Dywizjon Niszczycieli (kpt. I rangi A. Zarudny):
    - „Gromkij”(inne języki) (F) – kpt. II rangi F. Stark, „Sczastliwyj”(inne języki) – kpt. II rangi F. Klimow, „Bystryj”(inne języki) – kpt. II rangi B. Bykow[9]

  - 4 Dywizjon Niszczycieli – kpt. II rangi I. Podjapolski:
    - „Lejtienant Puszczin”  (F) – kpt. II rangi W. Gołowizin, „Żutkij” – kpt. II rangi A. Tichmieniew, „Żywuczij” – st. lejtnant (kmdr ppor.) J. Tumanow, „Żarkij” – lejtnant (kpt. mar.) W. Sobieckij[22]

  - 5 Dywizjon Niszczycieli – kpt. II rangi A. Gieziechus:
    - „Zwonkij” (F) – kpt. II rangi A. Gieziechus, „Zorkij” – st. lejtnant W. Pysznow, „Zawietnyj” – kpt. II rangi W. Bubnow, „Zawidnyj” – lejtnant P. von Stilberg[22]

  - morska partia trałowa – kpt. II rangi I. Engelman:
    - trałowce „Witjaź” (F), „Rossija”, „Sw. Nikołaj”,
    - stawiacze min/trałowce „Wielikaja kniaginia Ksenia”, „Wielikij kniaź Konstantin”, „Wielikij kniaź Aleksiej”[9]

  - okręt-baza wodnosamolotów (krążownik pomocniczy) „Impierator Aleksandr I” – kpt. I rangi P. Giering[9]
- okręt podwodny „Tiuleń” – st. lejtnant P. Baczmanow[10]

### Imperium Osmańskie / Niemcy
- krążownik liniowy „Yavuz Sultan Selim” (ex „Goeben”) – Kapitän zur See (kmdr) Richard Ackermann
- niszczyciel „Nümune-i Hamiyet” – kidemli yüzbaşi[k] Nezir Abdullah[10]